# Casatejada
Casatejada ist ein spanischer Ort und eine Gemeinde (municipio) mit 1.382 Einwohnern (Stand: 2024) in der Provinz Cáceres in der Autonomen Gemeinschaft Extremadura.

## Lage und Klima
Casatejada liegt im Osten der Provinz Cáceres nahe der Grenze zur neukastilischen Provinz Toledo in einer Höhe von ca. 270 m. Die Entfernung zur Hauptstadt Cáceres beträgt ca. 100 km (Fahrtstrecke) in südwestlicher Richtung. Das Klima ist meist warm und trocken; der eher spärliche Regen fällt hauptsächlich im Winterhalbjahr.

## Bevölkerungsentwicklung
| Jahr      | 1970 | 1981 | 1991 | 2001 | 2011 | 2021 |
| Einwohner | 1689 | 1639 | 1410 | 1344 | 1461 | 1343 |

Die zunehmende Mechanisierung der Landwirtschaft, die Aufgabe bäuerlicher Kleinbetriebe („Höfesterben“) und die daraus resultierende Arbeitslosigkeit auf dem Land haben seit den 1950er Jahren zu einem deutlichen Rückgang der Einwohnerzahlen geführt.

## Sehenswürdigkeiten
- Petri-Ketten-Kirche (Iglesia de San Pedro ad Vincula)
- Marienkapelle (Ermita de la Soledad)

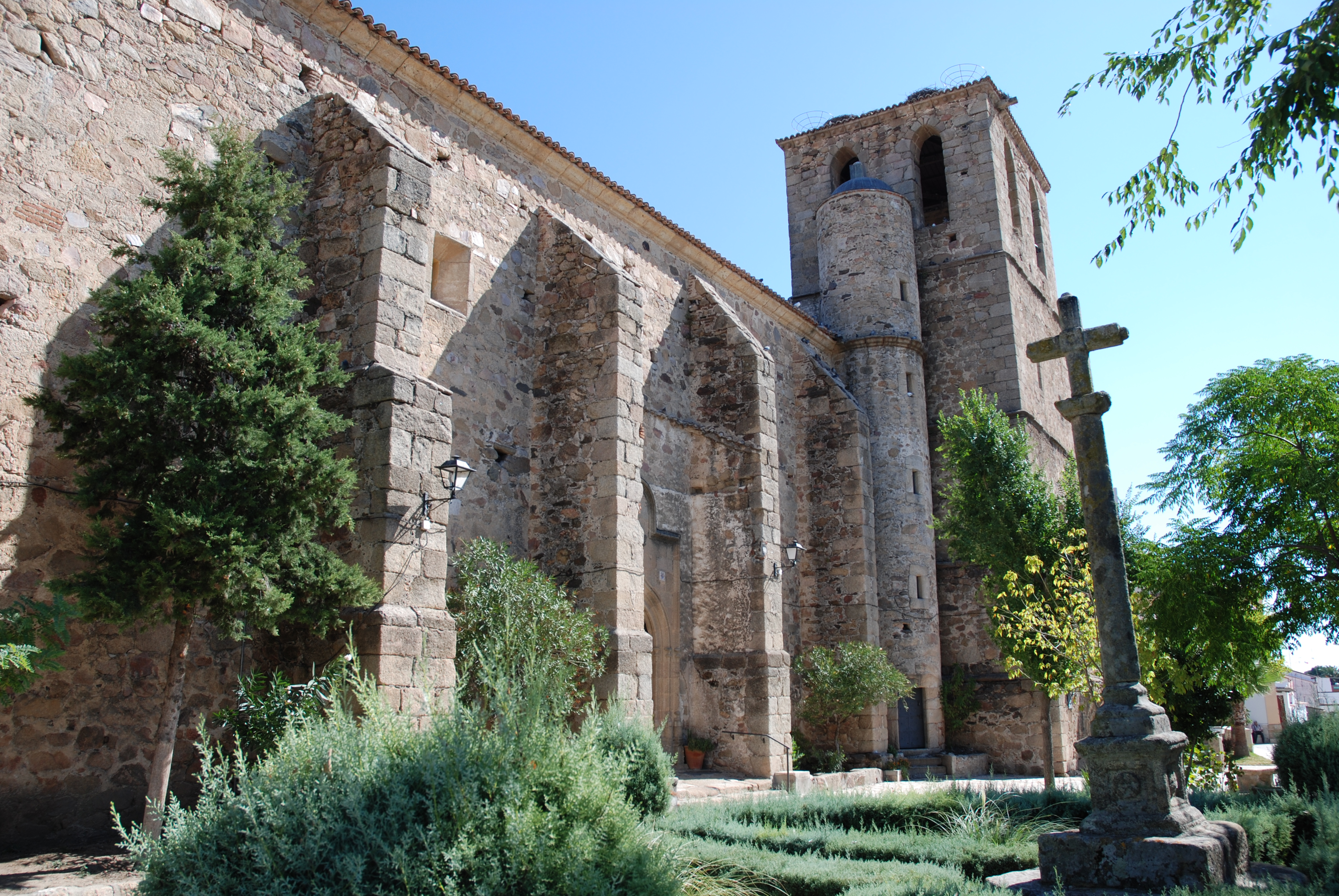
Petri-Ketten-Kirche
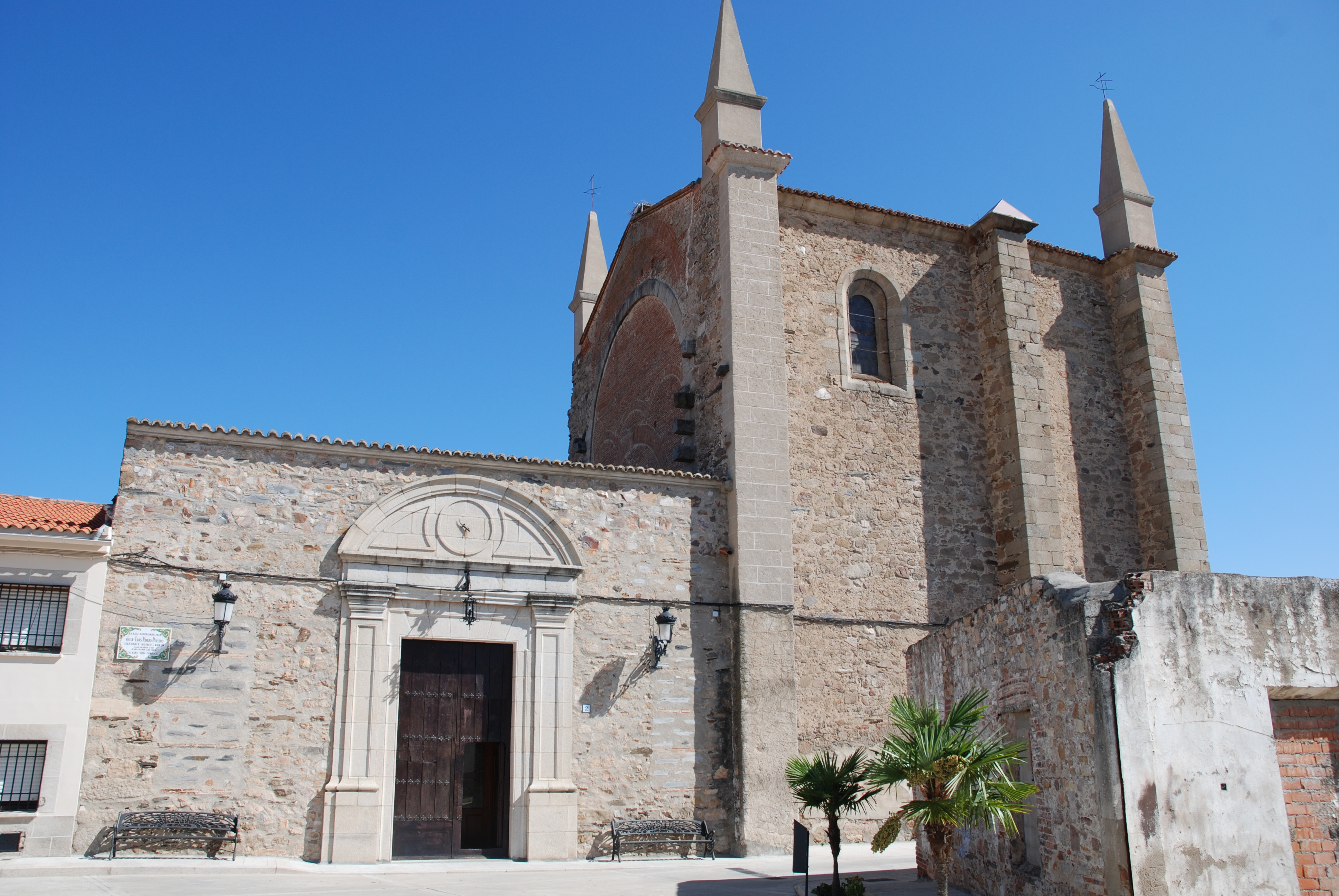
Marienkapelle
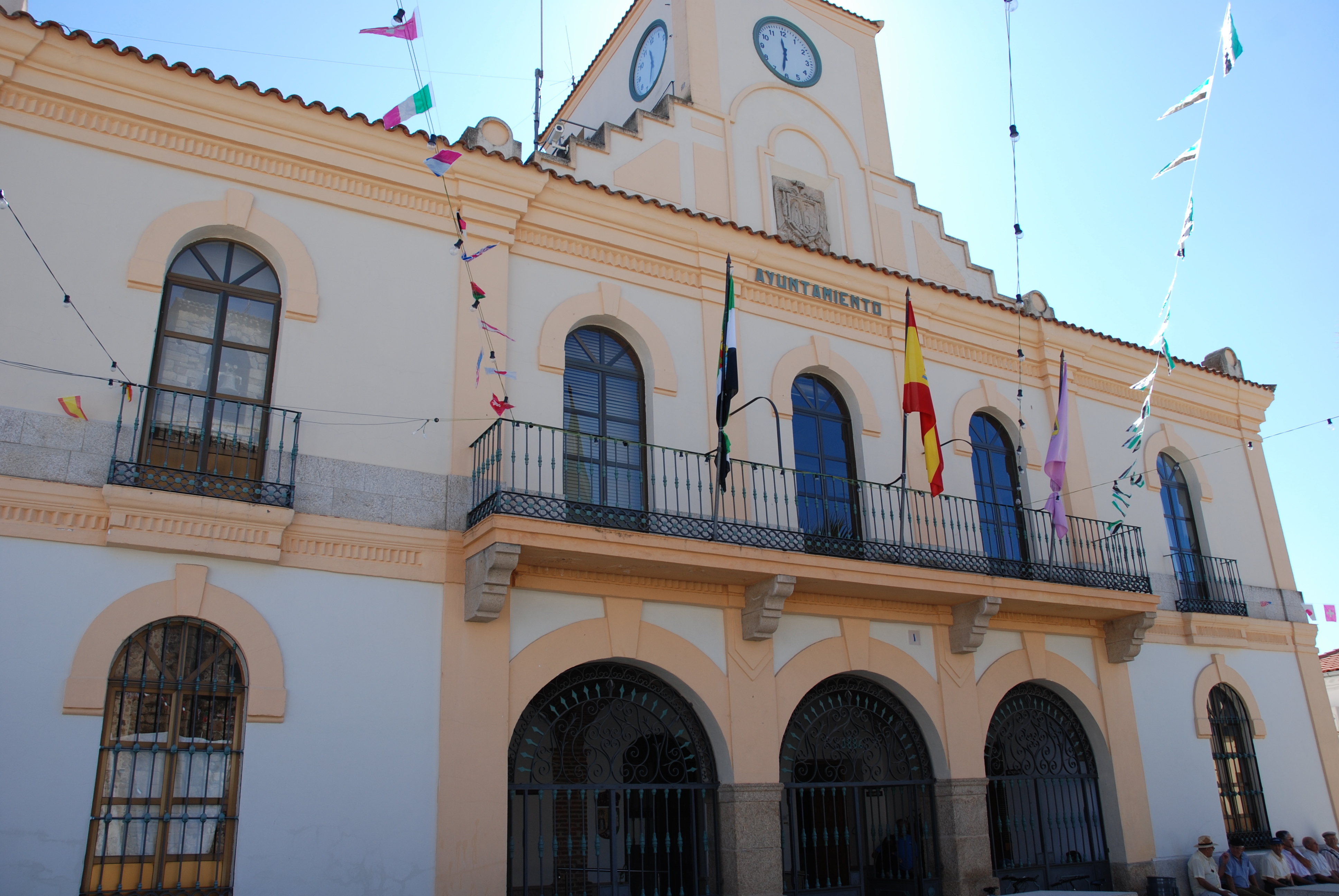
Rathaus

## Persönlichkeiten
- José Antonio Pavón y Jiménez (1754–1844), Naturwissenschaftler